# Olimpik Sports Complex
Das Olimpik Sports Complex (ukrainisch Олімпік, russisch Олимпик) ist ein reines Fußballstadion in Donezk und Heimspielstätte von Olimpik Donezk.

## Geschichte
Das Stadion wurde 2001 erbaut und bot zu diesem Zeitpunkt Platz für 680 Zuschauer. Im Jahr 2010 wurde die Kapazität auf 1000 Plätze ausgebaut. Des Aufstiegs von Olimpik Donezk in die erste Liga nach Abschluss der Saison 2013/14 wegen wurde das Stadion 2014 noch einmal erweitert, es bietet jetzt Platz für 3.000 Zuschauer. Dem Stadion sind zwei weitere Fußballplätze, ein großer und ein kleiner Kunstrasenplatz sowie einem kleinen Trainingsplatz angeschlossen.

### Einrichtungen
Im Komplex des Stadions gibt es vier Umkleidekabinen, zwei Zimmer für Trainer, ein Schiedsrichterzimmer, ein Ärztezimmer, ein Presseraum mit Platz für bis zu 40 Journalisten, ein Fitnessraum und Speisezimmer. Ein Parkplatz existiert ebenso.